# Spiculata advena
Spiculata advena är en snäckart som beskrevs av Ten Cate 1978. Spiculata advena ingår i släktet Spiculata och familjen Ovulidae. Inga underarter finns listade i Catalogue of Life.